# Jacques VI et Ier
Pour les articles homonymes, voir Jacques Ier, Jacques Stuart et Stuart.
Jacques Stuart (né le 19 juin 1566 au château d'Édimbourg et mort le 27 mars 1625 à Theobalds House) est roi d'Écosse sous le nom de Jacques VI (Seumas VI Stiùbhairt en gaélique écossais) à partir du 24 juillet 1567, ainsi que roi d'Angleterre et d'Irlande sous le nom de Jacques Ier (James I Stuart en anglais) à partir du 24 mars 1603 (3 avril dans le calendrier grégorien). Jacques Stuart règne jusqu'à sa mort en union personnelle sur les trois royaumes, qui conservent néanmoins leur indépendance et leurs institutions propres.
Jacques devient roi d'Écosse à l'âge d'un an, après que sa mère, Marie Stuart, a été contrainte d'abdiquer en sa faveur. Quatre régents se succèdent jusqu'à sa majorité, en 1578, mais il ne prend réellement en main les rênes de l'État qu'en 1583. En 1603, il succède à Élisabeth Ire, dernière représentante de la maison Tudor, sur le trône des royaumes d'Angleterre et d'Irlande. À compter de cette date, il se donne le titre de « roi de Grande-Bretagne et d'Irlande ». Désormais, les couronnes d'Angleterre et d'Écosse sont réunies, c'est l'Union des Couronnes. Le roi s'installe en Angleterre, et il ne retourne qu'une fois en Écosse, en 1617. C'est sous son règne que débutent les plantations en Irlande et la colonisation britannique des Amériques.
Son règne en Écosse, le plus long de l'histoire du pays (57 ans et 246 jours), s'avère couronné de succès dans l'ensemble, mais il rencontre davantage de difficultés en Angleterre : il s'oppose fréquemment au Parlement anglais et fait l'objet de plusieurs tentatives d'assassinat, dont la conspiration des Poudres en 1605. Culturellement, « l'âge d'or » élisabéthain se poursuit durant l'« ère jacobéenne », avec des écrivains comme William Shakespeare, John Donne, Ben Jonson ou Francis Bacon. Jacques est l'auteur de plusieurs traités et recueils de vers, et il est à l'origine de la traduction de la Bible qui porte son nom, la Bible du roi Jacques.
Jacques et son épouse Anne de Danemark ont sept enfants. Son deuxième fils, Charles, lui succède à la tête des trois royaumes en 1625, sous le nom de Charles Ier.

## Enfance

### Naissance

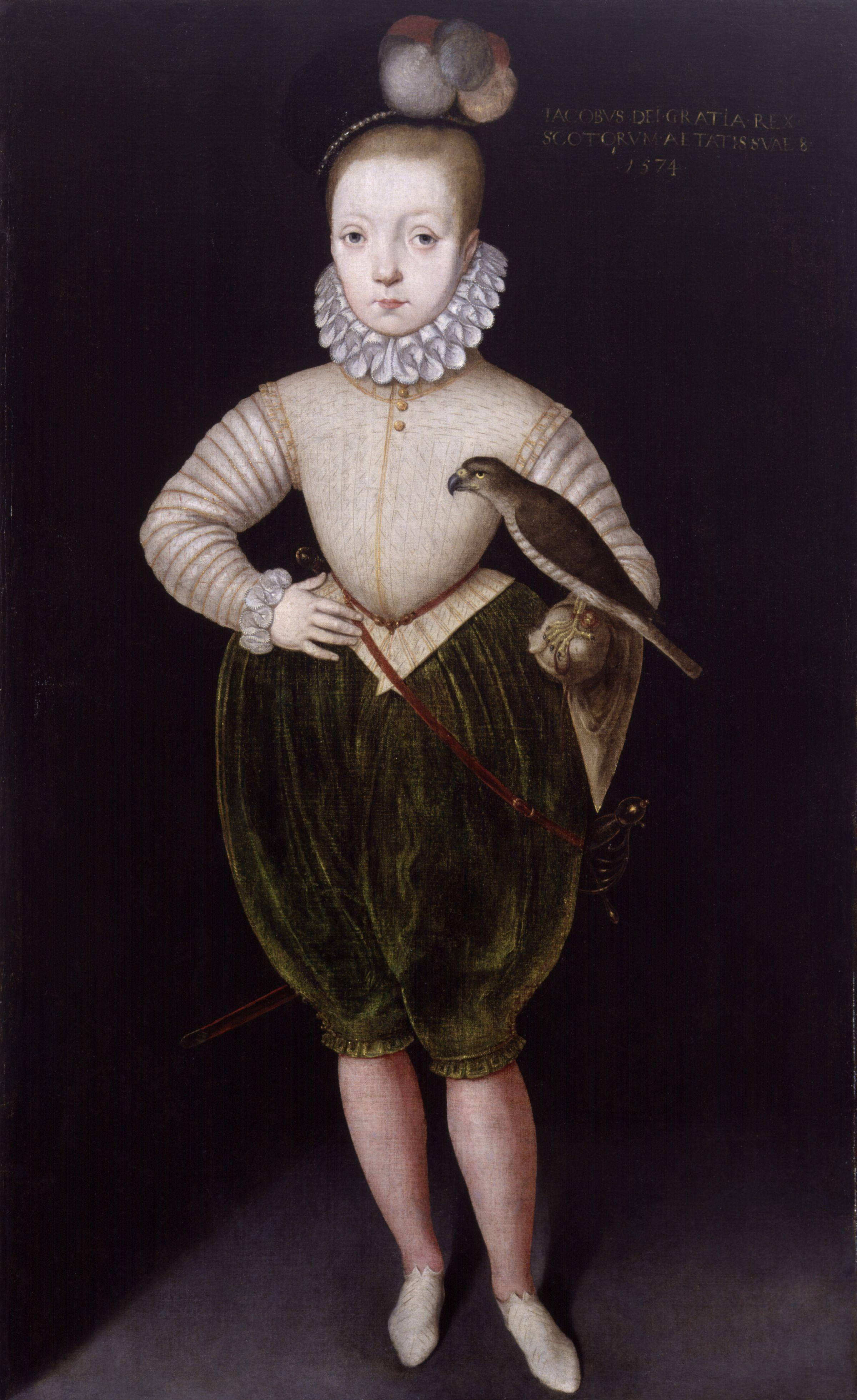
Jacques enfant, d'après un portrait par Arnold Bronckorst, 1574.

Jacques Charles Stuart naît le 19 juin 1566 au château d'Édimbourg. Il est le premier enfant de la reine Marie Ire d'Écosse et de son second mari, Henry Stuart, lord Darnley. Ses deux parents sont des descendants du roi Henri VII, par sa fille Marguerite Tudor, la sœur aînée d'Henri VIII. En tant que fils aîné de la reine, et héritier présomptif du trône, Jacques reçoit dès sa naissance les titres de duc de Rothesay, prince d'Écosse et grand intendant d'Écosse. Il est baptisé suivant le rite catholique le 17 décembre au château de Stirling. Il a pour parrains Charles IX de France, représenté par le comte de Brienne, Élisabeth d'Angleterre, représentée par le comte de Bedford (celui-ci étant protestant, il est remplacé par la comtesse d'Argyll durant la cérémonie), et enfin le duc Emmanuel-Philibert de Savoie, représenté par l'ambassadeur Philibert du Croc.
La reine Marie Stuart connaît un règne agité : elle et son mari sont catholiques, à la merci d'une rébellion de la noblesse protestante du royaume. Leur mariage est également troublé,, et Darnley, jaloux de l'amitié de sa femme pour son secrétaire David Rizzio, s'allie en secret avec les rebelles pour le faire assassiner, en mars 1566. Darnley ne lui survivra pas un an : il est assassiné le 10 février 1567, peut-être en raison d'un acte de vengeance. De lourds soupçons pèsent sur le comte de Bothwell, et lorsque la reine épouse ce dernier, à peine trois mois plus tard, le ressentiment à son égard est à son comble. La reine est arrêtée par les rebelles en juin, et enfermée au château de Loch Leven. Le 24 juillet, elle doit abdiquer en faveur de son fils, Jacques, et nommer régent le comte de Moray James Stuart,, fils naturel de Jacques V d'Écosse, et donc son demi-frère.

### Régences

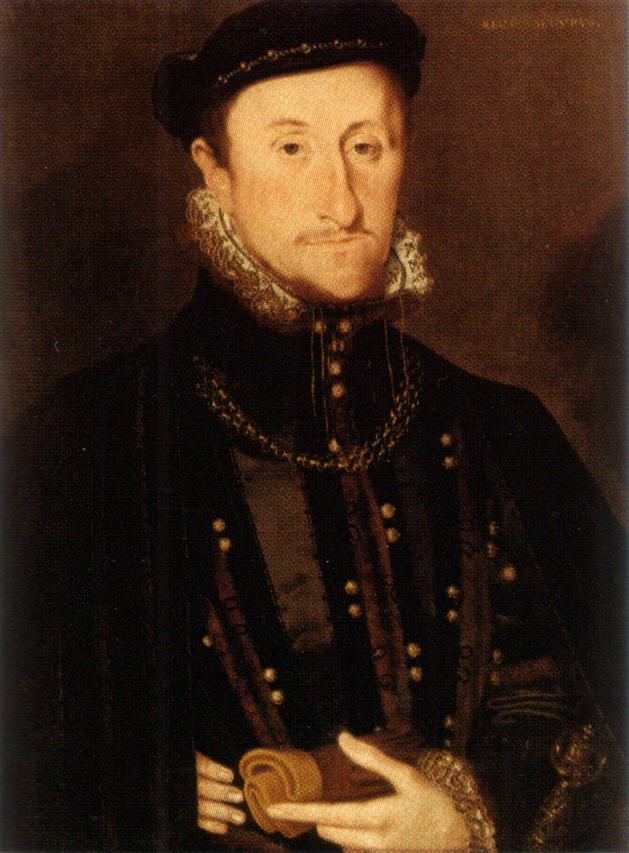
James Stuart, comte de Moray.

Le prince Jacques est confié au comte et à la comtesse de Mar, afin qu'il grandisse en sécurité au château de Stirling,. Il est couronné roi d'Écosse à l'âge d'un an et un mois, le 29 juillet 1567, en l'église de la Sainte-Croix de Stirling, par l'évêque des Orcades, Adam Bothwell. Le calviniste John Knox prononce un sermon à cette occasion. En accord avec les croyances de la majeure partie de la noblesse écossaise de l'époque, Jacques est élevé au sein de l'Église d'Écosse. Il a pour précepteurs George Buchanan, Peter Young (tutor) (en), l'abbé laïc de l'abbaye de Cambuskenneth, Adam Erskine et l'abbé laïc de l'abbaye de Dryburgh, David Erskine. Buchanan inflige régulièrement des corrections au jeune prince, mais il lui inculquera également l'amour de la littérature et de la connaissance, qui l'animera toute sa vie.
Marie s'évade de Loch Leven en 1568, prélude à plusieurs années de troubles. Ses troupes sont battues par le comte de Moray à Langside (en), et elle doit s'enfuir en Angleterre, où sa cousine Élisabeth la retient prisonnière à nouveau. Le 23 janvier 1570, Moray est assassiné par James Hamilton de Bothwellhaugh. Le grand-père paternel de Jacques, le comte de Lennox, le remplace comme régent, mais il est mortellement blessé l'année suivante à la suite d'un raid mené par des partisans de Marie. Son successeur, le comte de Mar, tombe malade après un banquet organisé par le comte de Morton, et meurt le 28 octobre 1572.
Élu pour remplacer Mar, Morton s'avère le plus compétent des régents de Jacques,, mais son avarice lui vaut de nombreux ennemis. Il tombe en disgrâce après l'arrivée en Écosse d'Esmé Stuart, seigneur d'Aubigny, un cousin de lord Darnley, qui devient rapidement le favori du jeune roi. Morton est finalement exécuté le 2 juin 1581, pour complicité dans le meurtre de Darnley. Le 8 août, Jacques octroie à Esmé Stuart le titre de duc de Lennox, faisant de lui le seul duc de la pairie d'Écosse. Le roi est alors âgé de quinze ans, et va rester sous l'influence de Lennox pendant encore une année.

## Règne personnel en Écosse

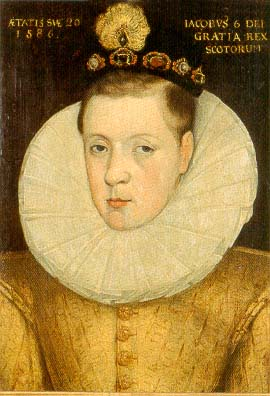
Jacques VI d'Écosse en 1586.

### Renforcement de l’autorité royale
Malgré sa conversion au protestantisme, Lennox n'est guère apprécié des calvinistes écossais : ceux-ci remarquent les démonstrations d'affection entre Jacques et son favori, et craignent que Lennox ne « cherche à pousser le roi à la luxure ». En août 1582, lors d'un épisode connu sous le nom de raid de Ruthven (en), deux comtes protestants, Gowrie et Angus (en), attirent le roi au château de Ruthven (en), l'y retiennent prisonnier et forcent Lennox à quitter l'Écosse. Après sa libération en juin 1583, Jacques renforce son contrôle sur le royaume. Il promulgue les Black Acts pour imposer l'autorité royale sur l'Église. Entre 1584 et 1603, il établit un gouvernement royal efficace et une paix relative entre les lords, avec l'aide de John Maitland de Thirlestane, qui dirige le gouvernement jusqu'en 1592. La commission des Octaviens, établie en 1596, participe à l'assainissement des finances de l'État mais s'attire de nombreuses inimitiés, et doit être dissoute avant la fin de l'année après qu'une émeute anti-catholique à Édimbourg a forcé la cour à s'installer temporairement à Linlithgow,.
En août 1600, Jacques affirme avoir été attaqué dans le manoir des Gowrie par Alexander Ruthven, le frère cadet du comte de Gowrie. Mais il ne reste que de rares témoins de l'épisode, car Alexander Ruthven est tué par le page de Jacques, John Ramsay, et le comte de Gowrie est également tué dans la confusion qui s'ensuit. Tous ne croiront donc pas au récit du roi,.
La succession au trône d'Angleterre est l'une des priorités de la politique de Jacques : la reine Élisabeth est restée célibataire sans descendance, ce qui fait de Jacques son héritier le plus probable,. En 1586, les deux pays signent le traité de Berwick (en). Sa mère Marie Stuart est décapitée l'année suivante, et bien que son fils dénonce cette « procédure grotesque et absurde », cette exécution confortait de fait la possibilité de sa succession au trône d'Angleterre. En 1588, alors qu'Élisabeth fait face à l'Invincible Armada, il l'assure de son soutien en tant que « votre fils naturel et compatriote de votre pays ».

### Mariage

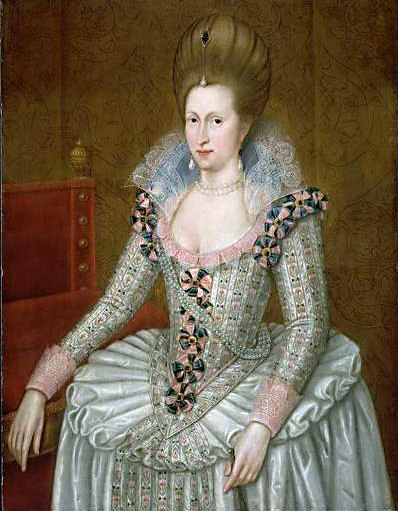
Anne de Danemark, par John de Critz (vers 1605).

Durant sa jeunesse, Jacques avait été loué pour sa chasteté car il montrait peu d'intérêt pour les femmes ; après la mort de Lennox, il continue à préférer la compagnie des hommes. Un mariage approprié est toutefois nécessaire pour renforcer la dynastie. Le choix se porte sur Anne de Danemark, fille cadette du roi Frédéric II de Danemark, alors âgée de quatorze ans.
Peu après un mariage par procuration à Copenhague en août 1589, Anne embarqua pour l'Écosse. Le mauvais temps l'obligea à débarquer en Norvège. En apprenant que la traversée avait été interrompue, Jacques embarqua à Leith, avec une suite de trois cents hommes pour aller la chercher lui-même, dans ce que Wilson qualifiera « d'unique épisode romantique de toute sa vie, ». Le mariage a lieu le 23 novembre au vieux palais épiscopal d'Oslo, et après avoir séjourné à Elseneur et à Copenhague, puis rencontré Tycho Brahe, le jeune roi rentre en Écosse avec son épouse en mai 1590.
Toutes les sources s'accordent à présenter Jacques comme éperdument amoureux d'Anne durant les premières années de leur union, lui témoignant une patience et une affection permanentes. Ils s'éloignent cependant de plus en plus l'un de l'autre au fil du temps, de nombreuses querelles les opposent, et ils ne vivent quasiment plus ensemble à partir de 1607. Trois de leurs enfants survivent à la petite enfance : le prince de Galles Henri-Frédéric, qui mourra de la typhoïde en 1612 à l'âge de 18 ans ; Élisabeth, future reine de Bohême ; et Charles, qui succédera à son père sur les trônes d'Angleterre et d'Écosse. Anne meurt en mars 1619, six ans avant son époux.

### Sorcellerie

Les sorcières de North Berwick s'agenouillant devant Jacques VI et Ier. Daemonologie, 1597.

Lors de sa visite au Danemark, pays habitué à la chasse aux sorcières, Jacques s'intéressa à la sorcellerie, qu'il considérait comme étant une branche de la théologie. À son retour en Écosse, il assiste au procès des sorcières de North Berwick, la première persécution importante en Écosse depuis la promulgation des Witchcraft Acts de 1563. Plusieurs accusées, dont la plus connue, Agnes Sampson, furent reconnues coupables de sorcellerie et d'avoir provoqué des tempêtes contre les navires du roi. Jacques fut obsédé par ces menaces ; il écrivit même Daemonologie, traité de démonologie opposé aux pratiques de sorcellerie et qui a servi de source à la tragédie shakespearienne Macbeth,.
Jacques dirigea personnellement des séances de torture sur des femmes accusées de sorcellerie. Après 1599, il devint toutefois plus sceptique,,, et plus tard écrivit à son fils, le prince Henri, le félicitant de suivre également cette voie et l'encourageant à faire preuve de prudence face à de fausses accusations, ne reposant que sur des illusions,.

### LesHighlandset les îles
La confiscation du titre de seigneur des Îles par Jacques IV en 1493 avait entraîné une période de troubles sur la côte ouest. Si le roi a brisé la puissance militaire des Hébrides, lui et ses successeurs immédiats ne montreront ni la volonté, ni la capacité d'y substituer une autre forme de gouvernement. Aussi le XVIe siècle est-il une période connue sous le nom de linn nan creach (« le temps des raids »). De plus, la Réforme n'a pas eu un effet immédiat sur le Gàidhealtachd, creusant le fossé religieux entre la périphérie et le pouvoir central. En 1540, Jacques V se rend dans les Hébrides, forçant les chefs de clan à l'accompagner. Il s'ensuivit une période de paix, mais les hostilités entre clans reprirent de nouveau. Les Hébrides étaient perçues au XVe siècle à la fois comme le berceau de la chrétienté écossaise et comme une nation de barbares sans foi ni loi. Cette image était en train de se transformer sous le règne de Jacques VI. Le gaélique écossais, parlé couramment par Jacques IV, et probablement par Jacques V, est connu du temps de Jacques VI comme erse ou irlandais, suggérant une origine étrangère. Le Parlement écossais chercha à abolir cette langue, perçue comme une des causes du retard des highlanders,.
C'est dans ce contexte qu'en 1598, Jacques VI autorise quelques nobles du Fife à coloniser l'île de Lewis. Le débarquement eut lieu à Stornoway, mais ils furent repoussés par les troupes locales, commandées par Murdoch et Neil MacLeod. Les colons essaient une nouvelle fois sans succès en 1605. Ce n'est qu'à la troisième tentative, en 1607, qu'ils réussissent à s'implanter,. Les statuts d'Iona de 1609 obligent les nouveaux colons :
- à faire éduquer leurs héritiers dans des écoles protestantes anglophones ;
- à soutenir les pasteurs protestants dans les paroisses des Highlands ;
- à éliminer les bardes ;
- à rendre compte régulièrement à Édimbourg, et répondre de leurs actions.

C'est le début du processus visant à extirper les langues gaéliques et de destruction de la culture traditionnelle.
Dans les îles du Nord, Patrick Stewart, comte des Orcades, résista aux statuts d'Iona mais fut emprisonné. Son fils naturel, Robert, entre à son tour en rébellion mais sera pendu, en même temps que son père. Leurs biens sont confisqués, et les îles Orcades et Shetland sont annexées à la Couronne.

### Théorie de la monarchie
En 1597-1598, Jacques fait rédiger deux traités établissant les fondements théologiques de la monarchie : The True Law of Free Monarchies (en) et Basilikon Doron. Le premier expose le concept de droit divin : pour des raisons bibliques, les rois sont placés au-dessus des autres hommes, bien que « la marche la plus élevée soit la plus glissante ». Jacques y propose également une théorie absolutiste de la monarchie, dans laquelle le roi peut imposer de nouvelles lois par prérogative royale, mais doit également tenir compte des traditions, et de Dieu.
Le Basilikon Doron est rédigé à l'intention du prince Henri, alors âgé de quatre ans, et constitue une sorte de guide pratique au métier de roi. Il s'agit peut-être du texte le mieux écrit de Jacques,. Son conseil concernant les parlements annonce ses problèmes futurs avec le Parlement d'Angleterre : « N'ayez pas de Parlement, sauf en cas de besoin de nouvelles Lois, ce qui devrait être rare ».

### Mécénat
Dans les années 1580 et 1590, Jacques cherche à promouvoir la littérature et les arts dans son pays natal. Il publie en 1584 un traité de poésie, Reulis and Cautelis (en), qui applique les principes de la Renaissance à la poésie de sa langue maternelle, le scots. Il réforme et promeut également l'enseignement de la musique. Dans cette optique, il finance et chapeaute un groupe informel de poètes et musiciens écossais, le Castalian Band, qui comprend notamment William Fowler (en) et Alexander Montgomerie (en). Jacques, lui-même poète, n'hésite pas à se considérer comme un membre actif du groupe.
À partir de la fin des années 1590, la perspective de l'héritage anglais tend à diminuer les efforts de Jacques en tant que champion de la tradition écossaise. Plusieurs des poètes qui le rejoignent à Londres après 1603, tels que William Alexander, commencent à angliciser leur langue écrite. Si son image de roi-poète et de mécène fait de lui un personnage-clef de la littérature anglaise de la Renaissance, sa politique en Écosse, dans le prolongement de la tradition représentée par son ancêtre le roi Jacques Ier d'Écosse, devient dès lors clairement secondaire.

## Roi d'Angleterre et d'Irlande

### La proclamation

Jacques adopte pour emblème la rose Tudor partagée avec le chardon écossais.

À partir de 1601, tandis que la fin semble proche pour Élisabeth Ire, plusieurs hommes politiques anglais, dont le ministre Robert Cecil, entretiennent une correspondance secrète avec Jacques pour préparer une succession sans heurt. En mars 1603, alors que la vieille reine est de toute évidence à l'agonie, Cecil envoie à Jacques un brouillon de la proclamation de son accession au trône anglais. Élisabeth meurt dans les premières heures du 24 mars 1603 (3 avril dans le calendrier grégorien), et Jacques est proclamé roi à Londres un peu plus tard dans la journée,.
Jacques quitte Édimbourg le 5 avril, en promettant à ses sujets écossais de revenir au moins tous les trois ans (une promesse qu'il ne tiendra pas), et se dirige lentement vers le sud, pour arriver enfin à Londres après les funérailles d'Élisabeth,. Il est bien accueilli par les seigneurs anglais, ainsi que par ses nouveaux sujets, soulagés avant tout que la succession soit résolue sans révolte ni invasion. À son arrivée à Londres, le 7 mai, il est accueilli par une foule nombreuse.
Le couronnement de Jacques Ier est célébré le 25 juillet. La cérémonie donne lieu à des mises en scène allégoriques conçues par les poètes et dramaturges Thomas Dekker et Ben Jonson. Malgré une épidémie de peste, qui oblige à écourter les festivités, Dekker note que « les rues semblaient pavées d'hommes ».
Il est aussi initié à la franc-maçonnerie dans la loge de Scone et Perth par John Mylne, en 1601 selon Lambros Couloubaritsis, en 1603 selon Wyatt Papworth et D. Murray Lyon.

### Des débuts difficiles

Pence à l'effigie de Jacques Ier, 1606.

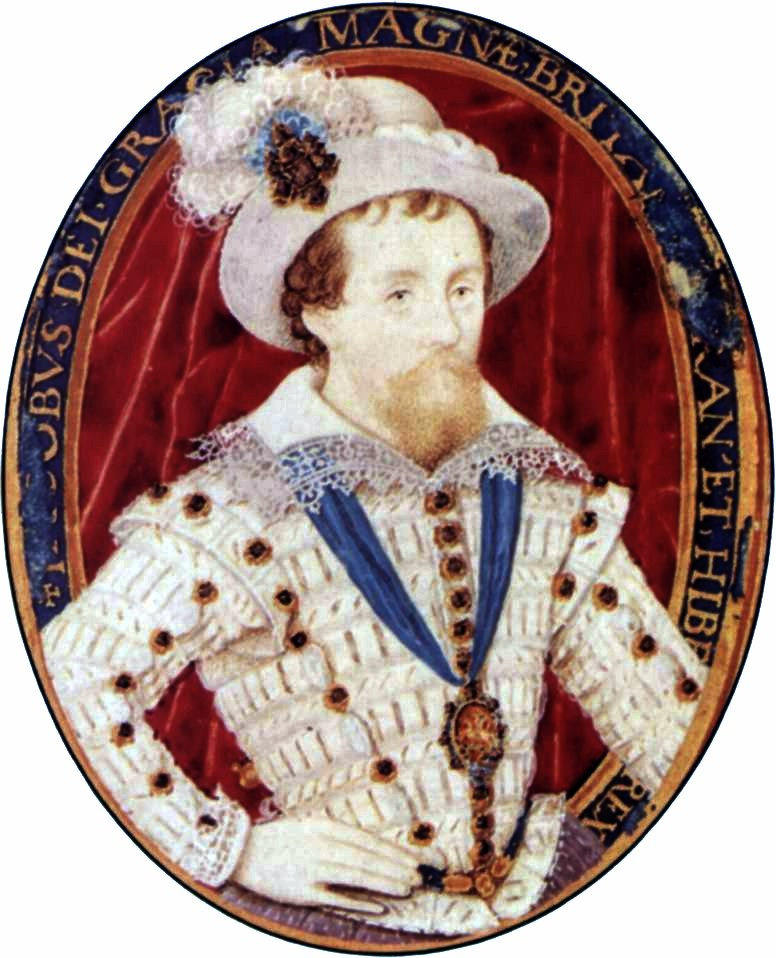
Jacques VI et Ier vers 1603-1609, par Nicholas Hilliard.

Malgré cette transition sans heurt et l'accueil chaleureux qu'il reçoit, Jacques doit affronter deux conspirations dès sa première année de règne : le Bye Plot (« conspiration accessoire ») et le Main Plot (en) (« conspiration principale »), qui aboutissent à l'arrestation de lord Cobham et de Walter Raleigh, entre autres. Ceux qui espéraient que la succession s'accompagnerait d'un changement de gouvernement sont tout d'abord déçus : Jacques maintient en place les membres du Conseil privé d'Élisabeth, suivant un accord conclu en secret avec Robert Cecil. Cependant, Jacques y appelle bientôt les Howard, Henry et son neveu Thomas, ainsi que cinq nobles écossais. Dans les premières années du règne de Jacques, les affaires courantes continuent à être traitées par Robert Cecil, futur comte de Salisbury, avec l'aide de l'expérimenté Thomas Egerton, qui devient baron Ellesemere et lord chancelier, ainsi que de Thomas Sackville, le lord trésorier et futur comte de Dorset. Grâce à eux, Jacques est libre de se consacrer aux problèmes les plus importants, tels que son projet d'une union plus étroite entre l'Angleterre et l'Écosse, ou les questions de politique étrangère, ainsi qu'à ses loisirs, en particulier la chasse.
Jacques souhaite développer l'union personnelle entre les couronnes d'Écosse et d'Angleterre, pour créer un royaume unique, sous l'autorité d'un seul roi, avec un seul parlement et une seule loi : « Ne nous a-t-Il pas tous créés sur une île, entourée par une mer et par nature indivisible ? » demande-t-il au Parlement d'Angleterre. Cependant, ce projet rencontre l'opposition des deux pays. En avril 1604, le Parlement anglais rejette sa requête de prendre le titre de « roi de Grande-Bretagne » pour des raisons légales. Jacques passe outre, et adopte ce titre par proclamation en octobre, malgré la recommandation contraire de Francis Bacon.
En politique étrangère, il consacre tous ses efforts à mettre un terme à la longue guerre anglo-espagnole, qui avait commencé en 1585. En août 1604, grâce à l'habileté diplomatique de Robert Cecil et d'Henry Howard, désormais titré comte de Northampton, un traité de paix est signé entre les deux pays. Jacques organise un grand banquet pour célébrer la paix. Cependant, les Espagnols continuent à réclamer la liberté de culte pour les catholiques d'Angleterre, et Jacques se retrouve pris entre deux feux : à l'étranger, sa politique de répression à l'égard des catholiques nuit à sa réputation, tandis que le Conseil privé l'encourage au contraire à faire preuve d'encore plus d'intransigeance.

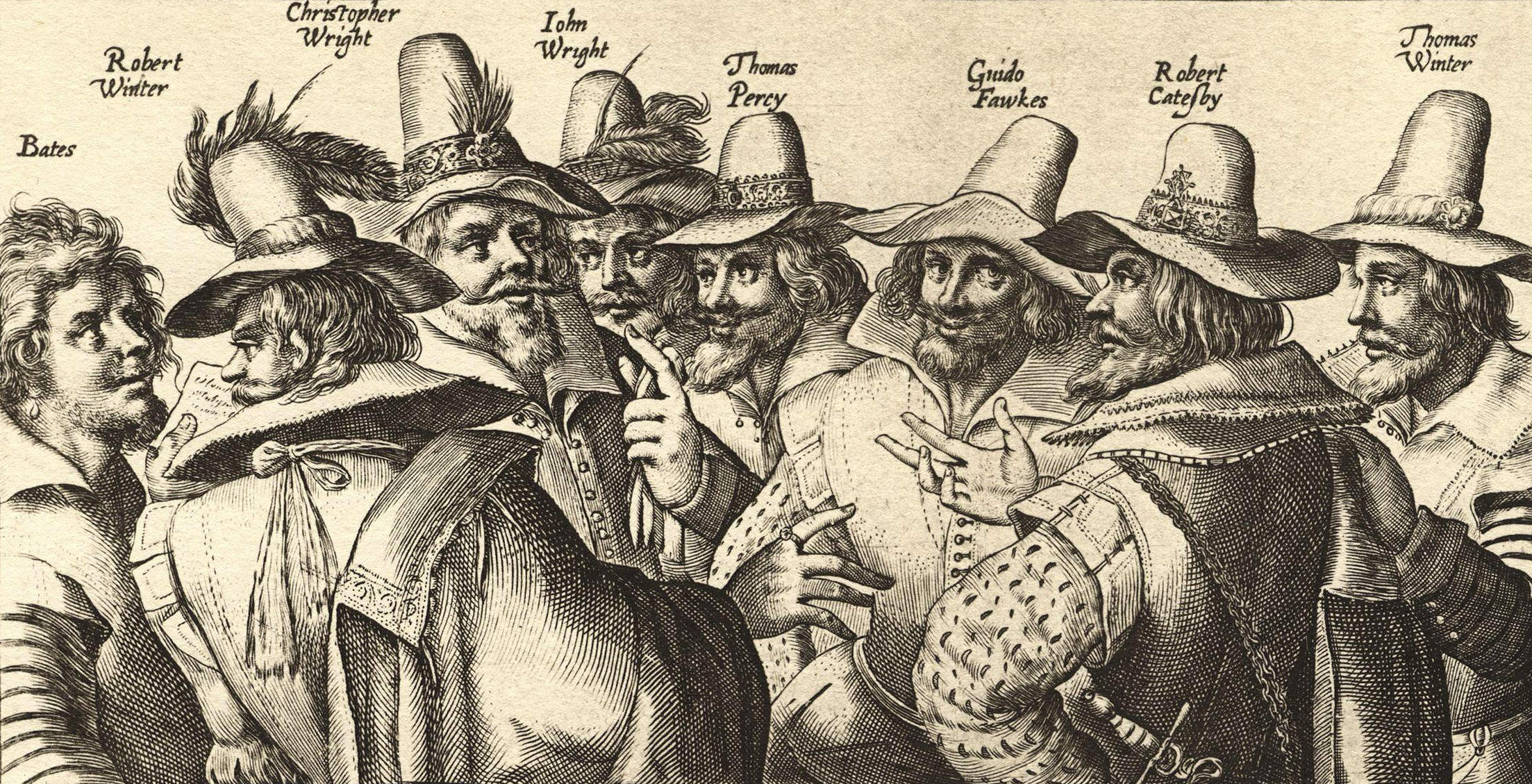
Les conspirateurs dans une gravure du XVIIe siècle.

Dans la nuit du 4 au 5 novembre 1605, à la veille de l'ouverture de la deuxième session du premier parlement de Jacques en Angleterre, un soldat nommé Guy Fawkes est découvert dans les caves du Parlement, gardant une pile de fagots de bois non loin de trente-six barils avec lesquels il avait l'intention de faire exploser le palais de Westminster, et de causer la destruction, comme Jacques le note, « non seulement de ma personne, de celle de ma femme et de mes enfants, mais de l'ensemble du corps de l'État en général ». La découverte sensationnelle de cette Conspiration des poudres cause un soulagement national, que Robert Cecil exploite pour obtenir du Parlement des subsides plus élevés que tous ceux qui avaient été obtenus jusqu'ici, à l'exception d'un seul, sous le règne d'Élisabeth, tandis que les conspirateurs sont exécutés.

### En conflit avec le Parlement
En réalité, cette bonne entente entre le monarque et le Parlement après la Conspiration des poudres représente une exception. L'attitude des deux côtés pour le reste du règne de Jacques est plutôt celle de la période précédente, celle de 1604, même si ces difficultés sont désormais davantage la conséquence d'une incompréhension mutuelle que d'une réelle hostilité. Le 7 juillet 1604, Jacques, furieux, reporte la session parlementaire, après n'avoir réussi ni à obtenir son soutien pour une union complète des deux royaumes, ni de nouveaux subsides financiers.
Les difficultés financières du gouvernement ne font que croître durant le règne de Jacques, en partie à cause d'une inflation galopante, mais aussi de la prodigalité et de l'incompétence financière de la cour. En février 1610, Cecil propose un « Grand Contrat », par lequel le Parlement doit s'engager à voter un crédit forfaitaire de 600 000 £ pour régler les dettes du roi, ainsi qu'une pension annuelle de 200 000 £, en échange de dix concessions de la part du roi. Mais les négociations s'enferrent dans des pinaillages sans fin ; Jacques finit par perdre patience et renvoie le Parlement le 31 décembre 1610. Le même schéma se répète avec le « Parlement stérile » (Addled Parliament) de 1614 : Jacques le dissout après seulement neuf semaines, durant lesquelles les Communes tergiversent sans lui accorder l'argent demandé. Jacques se passe ensuite de Parlement jusqu'en 1621, en gouvernant avec des administrateurs tels que Lionel Cranfield, un homme d'affaires habile. Ainsi, la vente de titres de noblesse (dont beaucoup sont créés pour l'occasion) fournit une source de revenus supplémentaire à la couronne.

### L'alliance espagnole

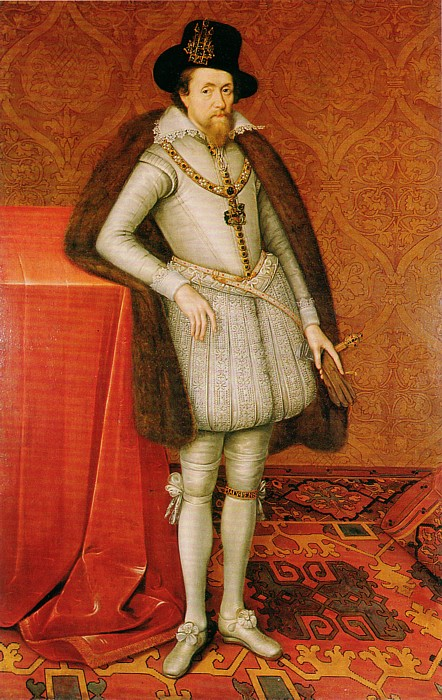
Jacques VI et Ier, par John de Critz (vers 1606).

À la recherche d'une autre source potentielle de revenus, la couronne anglaise songe à un mariage entre le prince de Galles Charles et l'infante Marie-Anne d'Espagne, ce qui aurait apporté une dot considérable. Ce projet permettrait également de maintenir la paix avec l'Espagne, et donc d'éviter des dépenses militaires supplémentaires. Il est donc possible que Jacques ait fait durer les négociations pendant près d'une décennie pour faire durer les avantages de la situation de paix.
Toutefois, le déclenchement de la guerre de Trente Ans met en péril la politique de paix de Jacques, notamment après que son beau-fils, l'électeur palatin Frédéric V, a été chassé de Bohême en 1620 par l'empereur Ferdinand II pour avoir tenté de monter sur le trône de Bohême, et que les troupes espagnoles ont envahi simultanément ses territoires du Rhin. La situation devient critique lorsque Jacques convoque finalement le Parlement en 1621 pour financer une expédition militaire de soutien à son beau-fils. Le Parlement n'apporte d'un côté que des subsides insuffisants pour financer des opérations militaires d'envergure, et de l'autre, se souvenant des attaques navales lucratives contre la « Flotte de l'Or » sous Élisabeth Ire, en appelle à une guerre déclarée contre l'Espagne. En novembre 1621, menés par Sir Edward Coke, les parlementaires présentent une pétition demandant non seulement la guerre avec l'Espagne, mais également le mariage du prince Charles avec une princesse protestante, ainsi que le renforcement des lois anti-catholiques. Jacques leur demande catégoriquement de ne pas usurper les prérogatives royales, faute de quoi ils risqueraient une punition, ce qui les conduit alors à revendiquer leurs droits, dont la liberté de parole. Jacques fait supprimer ces protestations des registres, et procède à une nouvelle dissolution du Parlement.
En 1623, le prince Charles, alors âgé de 23 ans, décide avec le duc de Buckingham de prendre l'initiative de se rendre « incognito » en Espagne, afin de solliciter directement la main de l'infante Marie-Anne ; cette initiative s'avère catastrophique. L'infante prend Charles en grippe, et les Espagnols imposent une série de préalables inacceptables au mariage, dont la conversion de Charles au catholicisme, et son séjour en Espagne pendant un an, en tant qu’otage diplomatique. Le prince et le duc retournent en Angleterre en octobre sans l'infante, et dénoncent immédiatement le traité, à la plus grande joie du peuple britannique. Désabusés par leur visite en Espagne, Charles et Buckingham se rallient à la politique espagnole de Jacques, appelant à une alliance française et à la guerre contre les Habsbourg. Conscients du coût de l'opération, ils persuadent Jacques de convoquer un autre Parlement, qui siège en février 1623. Pour une fois, la violence des sentiments anti-catholiques au sein du Parlement trouve un écho à la Cour, où le contrôle politique passe de Jacques à Charles et Buckingham ; ceux-ci faisaient pression sur le roi pour qu'il déclare la guerre, et renvoie le Lord Treasurer, Lionel Cranfield, opposé à leur plan en raison des dépenses qu'il allait engendrer. Le résultat de cette nouvelle session du Parlement est ambigu : Jacques refuse toujours de déclarer la guerre, mais Charles croit que le Parlement va s'engager à financer la guerre contre l'Espagne, conviction qui contribuera à aggraver ses problèmes avec le Parlement durant son propre règne.

### Le roi et l'Église

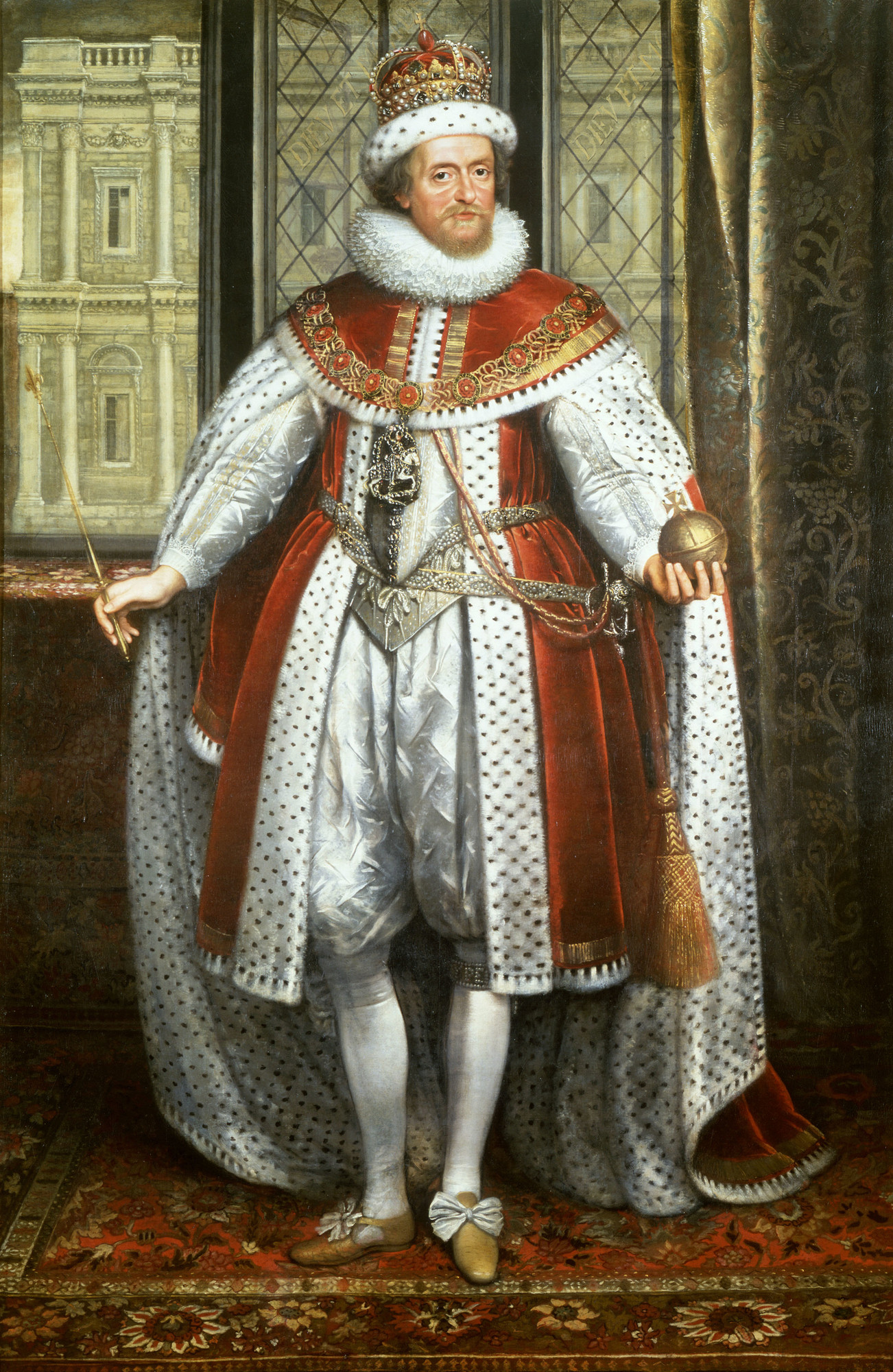
Jacques VI et Ier, par Paul van Somer (vers 1620).

Après la Conspiration des poudres, Jacques prend des mesures sévères pour contrôler les catholiques non-conformistes anglais. En mai 1606, le Parlement vote le Popish Recusants Act (en), par lequel tout citoyen peut se voir demander de prêter un serment d'allégeance reniant l'autorité du pape sur le roi. Jacques fait preuve de tolérance à l'égard des catholiques qui prêtent serment, et accepte même de fermer les yeux sur la pratique secrète du catholicisme, même à la cour. En montant sur le trône d'Angleterre, Jacques, estimant qu'il pourrait avoir besoin du soutien des catholiques, avait assuré le comte de Northumberland, partisan de l'ancienne religion, qu'il ne persécuterait pas « quiconque fera preuve de discrétion et d'obéissance à la loi, ne serait-ce qu'en apparence, ».
En 1603, le clergé puritain exige, à travers la Millenary Petition, l'abolition du sacrement de la confirmation, des alliances et du terme « prêtre », entre autres demandes. Jacques applique tout d'abord avec rigueur la politique conformiste, mais les expulsions et suspensions se font de plus en plus rares au fil du temps. Une nouvelle traduction de la Bible est entreprise après la Conférence de Hampton de 1604 (en), afin de résoudre les problèmes issus des divergences entre les diverses traductions existantes. La Bible du roi Jacques, comme elle en vint à être désignée, est achevée en 1611. Considérée comme l'un des chefs-d'œuvre de l'anglais moderne naissant, elle est toujours utilisée au début du XXIe siècle,.
En Écosse, Jacques tente de rapprocher l'Église écossaise aussi près que possible (« so neir as can be ») de l'Église anglaise, et rétablit la hiérarchie épiscopale, malgré l'opposition farouche des presbytériens. Jacques retourne en Écosse en 1617, pour la première et la dernière fois depuis 1603, dans l'espoir d'y introduire le rite anglican. Les évêques de Jacques imposent les Cinq articles de Perth (en) lors de l'Assemblée générale qui a lieu l'année suivante, mais ces règles rencontrent une résistance importante,. À sa mort, Jacques lègue à son fils une Église d'Écosse divisée.

### Les favoris

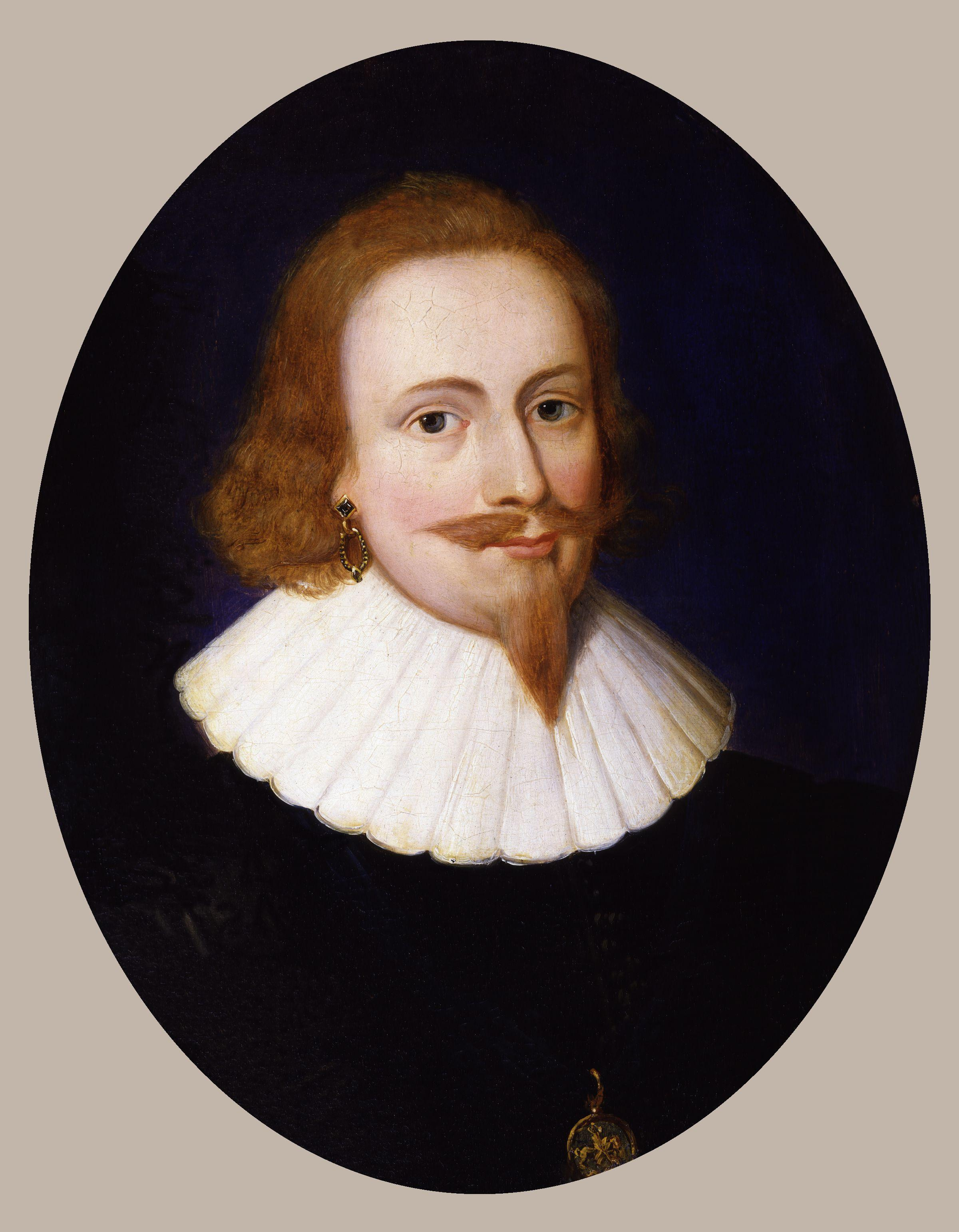
Robert Carr, comte de Somerset, par John Hoskins (1625-1630).

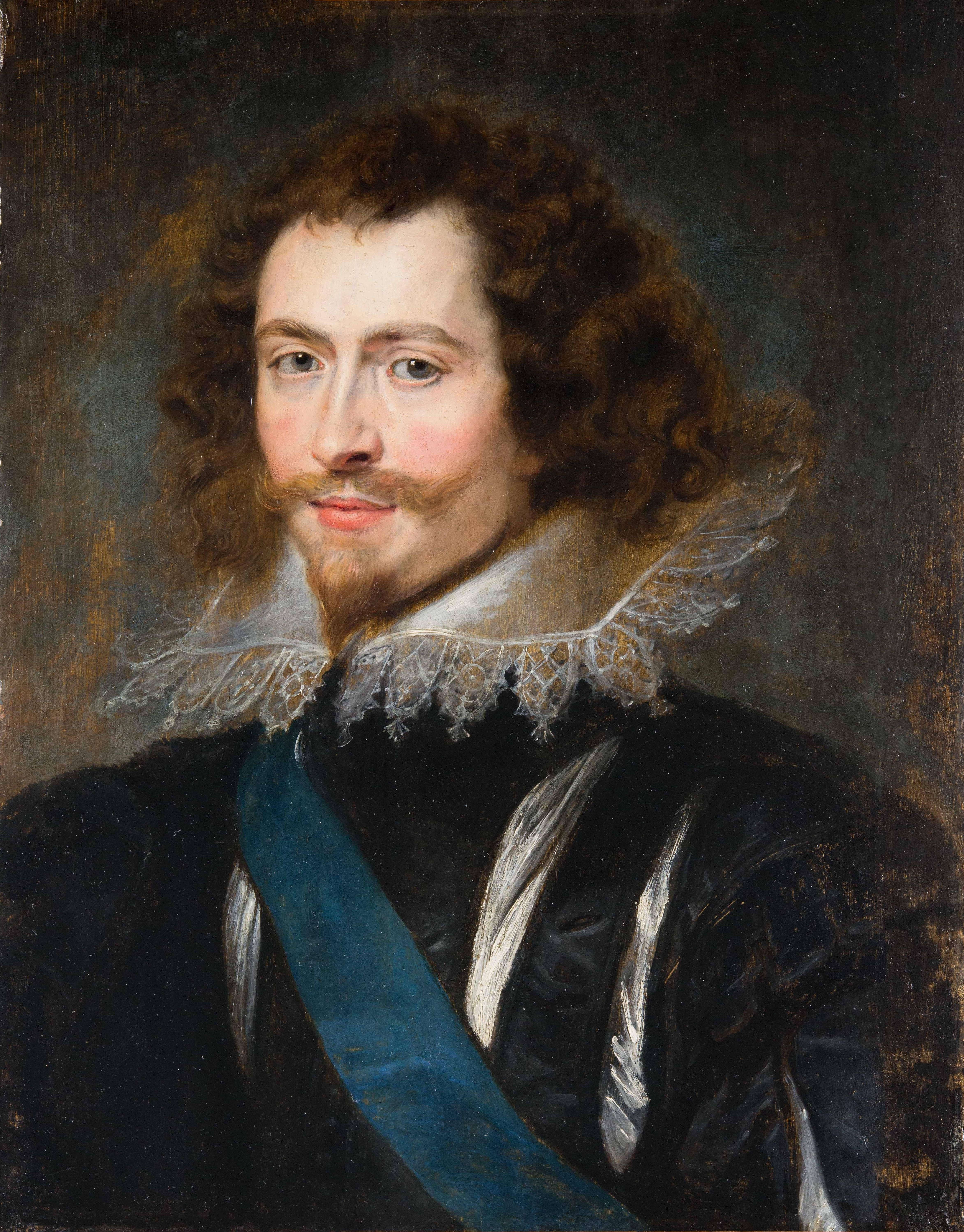
George Villiers, duc de Buckingham, par Pierre Paul Rubens (c. 1623). Pollok House, Glasgow.

Durant toute sa vie, Jacques entretient d'étroites relations avec des courtisans masculins, plus particulièrement avec Esmé Stuart, seigneur d'Aubigny en France, qui sera fait duc de Lennox, Robert Carr, fait comte de Somerset, et George Villiers, fait duc de Buckingham. La nature exacte de ces relations fait débat chez les historiens. Selon certains, ces trois hommes ont été les amants du roi, alors que d'autres rejettent cette hypothèse. En fait, dans son Basilikon Doron, Jacques cite la sodomie parmi les crimes impardonnables, et sa femme Anne de Danemark a connu au moins douze grossesses durant leurs trente années de mariage.
Le comte de Salisbury meurt en 1612. Il est peu regretté par ceux qui se réjouissent alors de pouvoir remplir le vide qu'il laisse. Avec sa mort, le système administratif, hérité du règne d'Élisabeth, qu'il présidait, entre dans une période de déclin et de discrédit. Jacques décide de gouverner seul, en déléguant bon nombre des anciennes prérogatives de Salisbury à son jeune favori écossais Robert Carr, vicomte de Rochester. Cependant, l'incapacité de Jacques à s'occuper de près des affaires de l'État donne lieu à des luttes de clan.
Le parti Howard, composé de Northampton, Suffolk, du beau-fils de Suffolk William Knollys, de Charles Howard et de Thomas Lake (en), prend bientôt le contrôle d'une grande partie du gouvernement. Même le puissant Carr, incapable d'assumer ses responsabilités, et dépendant de l'aide de son ami intime Thomas Overbury, passe dans le camp de Howard, après avoir entamé une relation avec la comtesse d'Essex, Frances Howard, fille du comte de Suffolk. Jacques aide Frances Howard à obtenir l'annulation de son mariage, afin qu'elle puisse se remarier avec Robert Carr. Durant l'été 1615, il apparaît que Thomas Overbury, mort en septembre 1613 à la Tour de Londres, où il avait été enfermé sur ordre du roi, avait été empoisonné. Parmi les suspects figurent Frances Howard et Robert Carr, ce dernier ayant été alors remplacé comme favori du roi par un jeune homme nommé George Villiers. L'implication du roi dans un tel scandale provoqua beaucoup de rumeurs dans le royaume, et ternit irréparablement l'image de la cour de Jacques, désormais associée à la corruption et la dépravation. La chute des Howard laisse George Villiers, désormais premier duc de Buckingham, sans concurrence à la tête du gouvernement à partir de 1619.

### Dernières années
En atteignant la cinquantaine, Jacques souffre de plus en plus d'arthrite, de la goutte et de calculs rénaux. Il perd ses dents et se tourne vers l'alcool,. La dernière année de son règne voit Buckingham renforcer son autorité sur Charles, tandis que le roi, souvent très malade, devient un personnage secondaire, résidant fréquemment au palais d'Apethorpe (en), et rarement présent à Londres. Il est possible qu'il ait souffert de porphyrie, une maladie dont son lointain descendant George III du Royaume-Uni présentait également les symptômes : il décrit ses urines au médecin Théodore de Mayerne comme étant de « la couleur rouge foncé du vin d'Alicante ». Cependant, il est également possible que ses calculs rénaux soient à l'origine de sang dans les urines, ce qui expliquerait leur couleur rouge, sans lien avec la porphyrie.

### Mort et inhumation
Au début de l'année 1625, Jacques est frappé par des crises sévères d'arthrite et de goutte. En mars, il tombe malade, avec de fortes fièvres, et est victime d'une crise cardiaque. Il meurt finalement à Theobalds House, dans le Hertfordshire le 27 mars, d'une crise de dysenterie, à l'âge de 58 ans, ayant Buckingham à son chevet. Ses funérailles se déroulent le 7 mai. L'évêque de Lincoln John Williams assure le sermon, comparant le défunt au roi Salomon,. La tombe du roi en l'abbaye de Westminster, perdue pendant plusieurs siècles, est redécouverte au XIXe siècle : son cercueil de plomb se trouvait dans le caveau d'Henri VII.

## Œuvres
- Some Reulis and Cautelis, 1584
- His Maiesties Poeticall Exercises at Vacant Houres, 1591
- Daemonologie, 1597
- The True Law of Free Monarchies, 1598
- Basilikon Doron, 1599
- A Counterblaste to Tobacco, 1604
- An Apologie for the Oath of Allegiance, 1608
- A Premonition to All Most Mightie Monarches, 1609

## Titres et armoiries
Le titre de Jacques en Écosse est « Jacques le Sixième, Roi d'Écosse » jusqu'en 1604. Il est proclamé « Jacques le Premier, Roi d'Angleterre, de France et d'Irlande, défenseur de la Foi, etc. » à Londres le 24 mars 1603 (3 avril dans le calendrier grégorien). Le 20 octobre 1604, il délivre une proclamation à Westminster, qui change son titre en « Roi de Grande-Bretagne, de France et d'Irlande, défenseur de la foi, etc. ». Ce titre n'est pas utilisé dans les textes officiels anglais, mais il est employé sur les proclamations, les pièces, les lettres, les traités et en Écosse. Les revendications sur le trône de France n'étaient que symboliques et invoquées par tous les rois d'Angleterre depuis Édouard III, peu importait la quantité de territoires français contrôlés.

Armoiries de Jacques VI, roi d'Écosse (1567-1603).
Armoiries de Jacques Ier, roi d'Angleterre (1603-1625).
Armoiries de Jacques VI, roi d'Écosse (1603-1625).

## Héritage

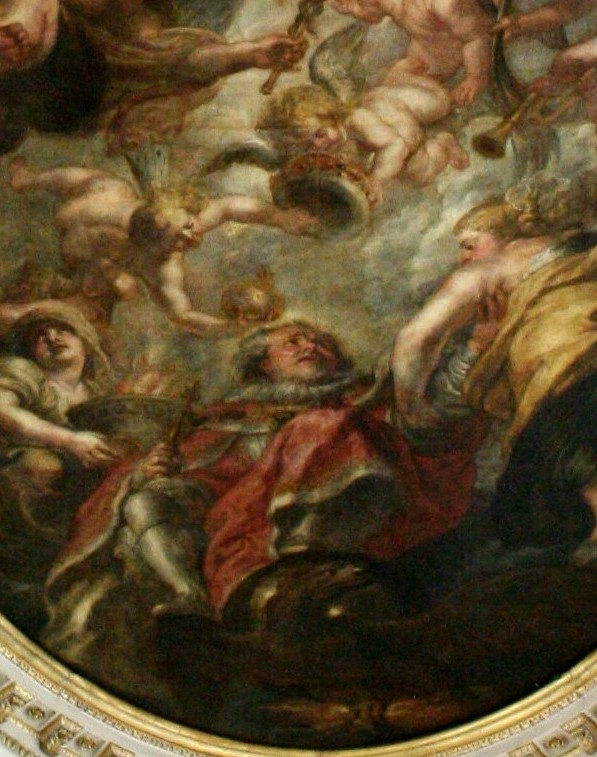
Jacques emporté au paradis par les anges (plafond de la maison des banquets, par Rubens).

Le roi est sincèrement pleuré à sa mort : malgré ses défauts, il est resté populaire auprès du peuple, qui a bénéficié d'une paix ininterrompue, et d'impôts relativement faibles durant son règne. Par contraste, son successeur Charles Ier et le duc de Buckingham entreprendront plusieurs expéditions militaires irréfléchies, qui se solderont par des échecs humiliants. Cependant, la façon dont Jacques néglige les affaires du pays au profit de ses loisirs, notamment la chasse, sa dépendance à l'égard de ses favoris, et les scandales qui éclatent à la cour sous son règne, entament l'image de la monarchie qui avait été élaborée avec soin par Élisabeth. Sa théorie d'absolutisme et d'une monarchie de droit divin, qu'il lègue à son fils, sème les graines de la guerre civile qui aboutira à l'exécution de Charles, et à l'abolition de la monarchie pendant une décennie entière. D'un autre côté, sa politique active d'union des deux royaumes, dépassant la simple union personnelle, prépare la naissance d'un royaume de Grande-Bretagne unifié.
L'image de Jacques a longtemps été ternie par la description peu flatteuse que fait de lui Anthony Weldon (en), un courtisan renvoyé de la cour, qui dans les années 1650 rédige plusieurs pamphlets anti-jacobites où il qualifie l'ancien roi de « fou le plus sage de toute la Chrétienté », un surnom qui lui est resté. D'autres ouvrages résolument anti-jacobites, qui font remonter les erreurs de Charles Ier au règne de son père, paraissent dans les années 1650, par exemple Divine Catastrophe of the Kingly Family of the House of Stuarts d'Edward Peyton (1652), History of Great Britain, Being the Life and Reign of King James I d'Arthur Wilson (1658) ou Historical Memoirs of the Reigns of Queen Elizabeth and King James de Francis Osborne (en) (1658). Cette hostilité se poursuivra jusque dans la biographie de Jacques par l'historien David Harris Willson parue en 1956,, « une œuvre stupéfiante, dont chaque page proclame la haine croissante de son auteur à l'égard de son sujet ». Depuis Willson, cependant, les historiens posent un nouveau regard sur Jacques, en soulignant notamment la stabilité de l'Écosse jacobite, ainsi que celle de l'Angleterre au début de son règne, et ses vues éclairées pour l'époque sur des sujets comme la religion ou la guerre.

## Descendance

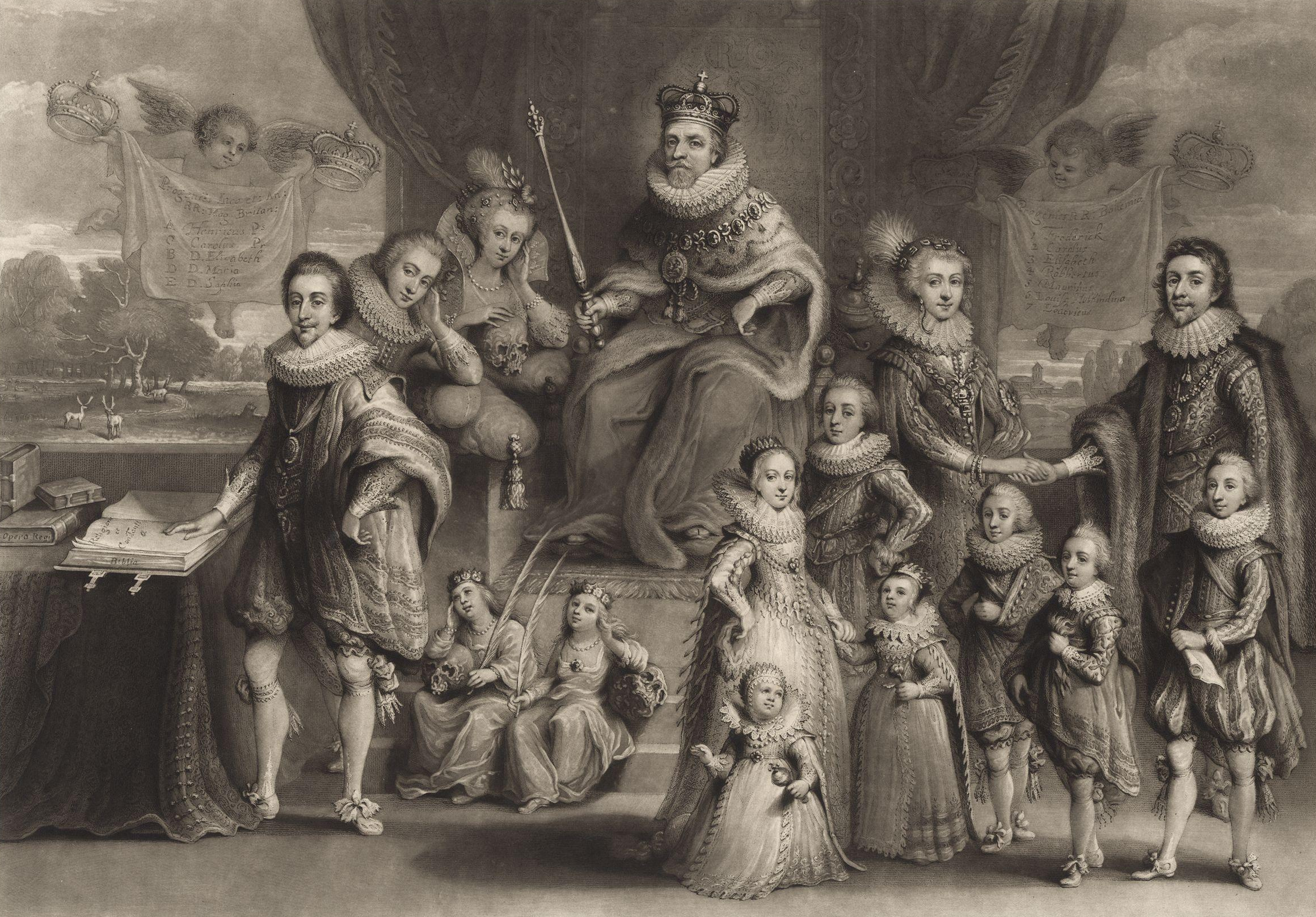
Jacques Ier et ses descendants, d'après Willem de Passe.

Sept des enfants de Jacques et de son épouse Anne de Danemark survivent à la petite enfance, et parmi ceux-là, seulement trois atteignent l'âge adulte :
| Nom            | Naissance        | Mort             | Notes                                                                                                 |
| -------------- | ---------------- | ---------------- | --- |
| Henri-Frédéric | 19 février 1594  | 6 novembre 1612  | Probablement mort de la typhoïde                                                                      |
| Élisabeth      | 19 août 1596     | 13 février 1662  | Épouse Frédéric V du Palatinat en 1613 ; treize enfants                                               |
| Marguerite     | 24 décembre 1598 | Mars 1600        | |
| Charles Ier    | 19 novembre 1600 | 30 janvier 1649  | Épouse Henriette Marie de France en 1625 ; neuf enfants dont les rois Charles II et Jacques II et VII |
| Robert         | 18 janvier 1602  | 27 mai 1602      | Duc de Kintyre,                                                                                       |
| Marie          | 8 avril 1605     | 16 décembre 1607 | |
| Sophie,        | 22 juin 1606     | 28 juin 1606     | |

## Culture populaire
La roi Jacques a été porté sur grand écran dès le début du cinéma muet dans des productions cinématographiques principalement anglaise et américaine :

### Cinéma
- 1916 : To Have and to Hold par Lucien Littlefield ;
- 1922 : To Have and to Hold, un autre film muet, par Raymond Hatton ;
- 1923 : Guy Fawkes de Maurice Elvey avec Jerrold Robertshaw ;
- 1935 : Lorna Doone de Basil Dean avec George Curzon ;
- 1955 : The King's Bounty par Everett Sloane ;
- 1992 : Orlando par Dudley Sutton (en) ;
- 2005 : Le Nouveau Monde par Jonathan Pryce ;
- 2011 : Anonymous par James Clyde (en).

### Télévision
- 1952 : Hallmark Hall of Fame de Paul Lammers avec William Podmore ;
- 1955 : Kraft Television Theatre (en) par Everett Sloane ;
- 1974 : The Fortunes of Nigel minisérie de Peter Cregeen avec Alfred Lynch ;
- 1975 : Churchill’s People avec Alfred Lynch ;
- 1978 : Life of Shakespeare par Bill Paterson ;
- 1981 : Into the Labyrinth (en), dans l'épisode Treason, par Patrick Malahide ;
- 1998 : Pocahontas 2 par Jim Cummings ;
- 2002 : Guy Fawkes and the Gunpowder Plot ! de Rupert Miles avec Chris Bianchi ;
- 2003 : Freedom: A History of Us par Jeremy Irons ;
- 2004 : Gunpowder, Treason & Plot (en) par Robert Carlyle ;
- 2005 : 
  - Elizabeth I par Ewen Bremner ;
  - The Gunpowder Plot. Exploding the Legend de Mike Slee avec Stuart Liddle ;
- 2011 : King James Bible : The Book That Changed the World de Norman Stone avec Andrew Rothney ;
- 2017 : 
  - Gunpowder par Derek Riddell ;
  - Gunpowder de Jonathan Blakeson avec Derek Ridell ;
  - Reign : le destin d'une reine, dernier épisode de la saison 4 avec Dan Jeannotte ;
  - Elizabeth I's Secret Service de Chris Durlacher et Julian Jones avec Adam Jackson-Smith ;
- 2018 : Doctor Who, The Witchfinders, saison 11, épisode 8, par Alan Cumming :
- 2019 : La Guerre des trônes, la véritable histoire de l'Europe série d'Alain Brunard et Vanessa Pontet avec Ed Lin.
- 2024 : Mary and George

## Source
- (en) Cet article est partiellement ou en totalité issu de l’article de Wikipédia en anglais intitulé « James I of England » (voir la liste des auteurs).